# Ahmed Imthiyaz
Ahmed Imthiyaz (ur. 24 listopada 1963) – malediwski pływak specjalizujący się w stylu dowolnym, olimpijczyk.
Reprezentował Malediwy w pływaniu 50 m stylem dowolnym (zajął 71. miejsce) oraz 100 m stylem dowolnym (zajął 74. miejsce) na Letnich Igrzyskach Olimpijskich 1992, które odbyły się w Barcelonie. We wszystkich konkurencjach odpadł w fazie eliminacji.